# Zombie Attack
Zombie Attack è l'album d'esordio dei Tankard, pubblicato nel 1986 come risultato finale dei demo Heavy Metal Vanguard del 1984 e Alcoholic Metal del 1985.

## Il disco
Thrash metal velocissimo ispirato a band come Venom, Motörhead e la New Wave of British Heavy Metal in generale. I testi sono di un inglese molto scorretto e parlano di alcool, violenza e heavy metal. Tra le canzoni più famose della band ci sono Maniac Forces,la title track Zombie Attack e (Empty)Tankard (ripresa e modificata nell'ep Alien del 1989) ancora oggi nel repertorio live della band.
L'album venne rimasterizzato nel 2005 e aggiunto a Chemical Invasion, il secondo album dei Tankard.

## Tracce
1. Zombie Attack
2. Acid Death
3. Mercenary
4. Maniac Forces
5. Alcohol
6. (Empty)Tankard
7. Thrash' Till Death
8. Chains
9. Poison
10. Screamin' Victims

## Formazione
- Andreas "Gerre" Geremia - voce
- Alex Katzmann - chitarra
- Andy Bulgaropulos - chitarra
- Frank Thowarth - basso
- Oliver Werner - batteria